# Presas
Presas är en ort i Mexiko.   Den ligger i kommunen Tezontepec de Aldama och delstaten Hidalgo, i den sydöstra delen av landet, 80 km norr om huvudstaden Mexico City. Presas ligger 2 043 meter över havet och antalet invånare är 6 942.
Terrängen runt Presas är platt söderut, men norrut är den kuperad. Terrängen runt Presas sluttar norrut. Runt Presas är det ganska tätbefolkat, med 214 invånare per kvadratkilometer. Närmaste större samhälle är Tezontepec de Aldama, 4,2 km nordväst om Presas. Trakten runt Presas består till största delen av jordbruksmark.